# Grinch (2018.)
Grinch (eng. The Grinch) je računalno-animirani film iz 2018. godine animacijskoga studija Illumination Entertainment. Redatelj filma je Scott Mosier i Yarrow Cheney, a glasove u originalnoj verziji posudili su između ostalih i Benedict Cumberbatch, Rashida Jones, Kenan Thompson, Angela Lansbury i Pharrell Williams, Michele Imperato Stabile, a film je distribuirao Universal Pictures. Scenarij potpisuju Chris Meledandri i Janet Healy.
Film je zaradio 511 milijuna dolara diljem svijeta. Recenzije i kritike su bile izuzetno pozitivne pohvaljujući osobito inovativnu animaciju i duhovitost scenarija.

## Radnja
Whovill je zahvatilo uzbuđenje zbog dolaska i proslave Božića. No, ipak, nisu baš svi sretni. Zelenodlaki i mrzovoljni Grinch se ne zabavlja. Živi u svojoj špilji sa svojim psom Maxom, a u Whoville odlazi samo kupiti prijeko potrebne namirnice i zbijati šale s građanima. U međuvremenu, šetogodišnja Cindy Lou primjećuje da je njezina majka Donna prezaposlena pokušavajući se brinuti za nju i njezinu braću blizance, Bustera i Beana pa Cindy odluči poslati pismo Djedu Božićnjaku moleći ga da pomogne njezinoj majci. No kada sretne Grincha, on joj dobaci da će morati osobno razgovarati s Djedom Božićnjakom ako je tako hitno. Majka maloj Cindy kaže da bi put do Sjevernog pola trajao jako dugo pa Cindy uz pomoć svojih prijatelja odlučiti uhvatiti Djeda Božićnjaka. Božić se približava, a Grinch se prisjeća svog djetinjstva koje je proveo sam i neželjen u sirotištu te odluči svima pokvariti Božić kako bi se on osjećao bolje. 

## Glavne uloge
- Benedict Cumberbatch - Grinch
- Cameron Seely - Cindy Lou Who
- Rashida Jones - Donna Who
- Kenan Thompson - Bricklebaum
- Angela Lansbury - Mayor McGerkle
- Pharrell Williams - Narrator
- Tristan O'Hare - Groopert
- Sam Lavagnino - Ozzy
- Ramone Hamilton - Axl
- Scarlett Estevez - Izzy
- Michael Beattie - Store Clerk
- Georgia Toffolo
- Lori Alan
- Carlos Alazraqui
- Doug Birch
- Catherine Cavadini
- Tucker Chandler
- Townsend Coleman
- Meilee Condron
- Abby Craden
- John DeMita
- Aaron Fors
- Willow Geer
- Jess Harnell
- Barbara Harris
- Carter Hastings
- John Kassir
- Evan Kishyama
- Danny Mann
- Jeremy Maxwell
- Scott Mosier
- Laraine Newman
- Dashiell Priestly
- Alex Puccinelli
- Emma Elizabeth Shannon
- Joel Swetow
- Mindy Sterling
- Tara Strong
- Regina Taufen
- Jim Ward

## Unutarnje poveznice
- Illumination Entertainment
- Universal Pictures

## Vanjske poveznice
- Grinch u internetskoj bazi filmova IMDb-a (engl.)
- Grinch (2018.) na Rotten Tomatoes (engl.)